# یوژنه

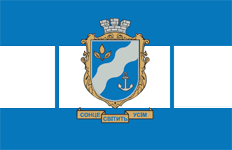
پرچم شهر یوژنه

یوژنه (به اوکراینی: Южне) شهری در استان اودسا در کشور اوکراین است. جمعیت این شهر ۳۲,۷۴۵ (۲۰۲۱ تخمینی) نفر است.